# Haus Werther

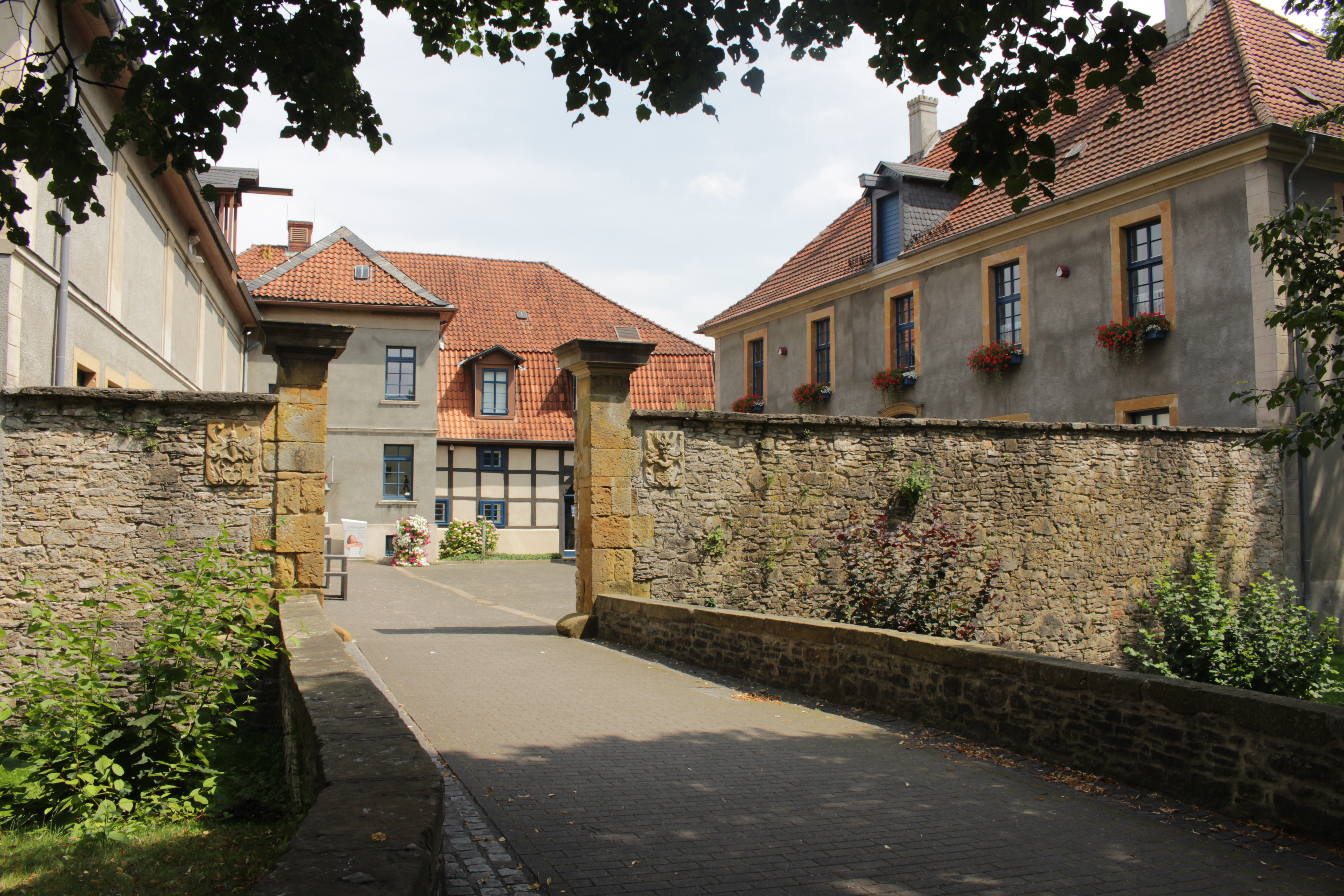
Haus Werther mit dem Zugang über die Steinbrücke

Das Haus Werther (umgangssprachlich auch als Schloss Werther bezeichnet) ist der einzige Herrensitz in der Stadt Werther (Westf.). Aus einem Rittergut des 14. Jahrhunderts entstand im 18. und 19. Jahrhundert das heutige Gebäudeensemble. Von 1526 bis 1804 war Haus Werther im Besitz der Herren von Hatzfeld. Im Anschluss daran wechselte es häufig die Besitzer und diente jahrzehntelang als Zigarrenfabrik. Seit 1994 befindet sich auf Haus Werther eine Bürgerbegegnungsstätte im Besitz der Stadt Werther (Westf.). 

## Geschichte
1365 stellten die Brüder Albrecht, Werner und Hermann von Braclo dem Ritter Henrich von Cappel einen Lehnsbrief über den Zehnt zu Müdehorst aus. Da dieser Zehnt lange eine Pertinenz des Hauses Werther war, könnten die von Cappel dort schon 1365 ein Gut besessen haben. 1385 verlieh Wilhelm von Jülich als Graf von Ravensberg seinem Burgmannen Henrich von Cappel das Haus Wengeringdorf (Wengeringtipe, Wentrup). Ein Lehnsbrief Herzog Wilhelms vom 18. Juni 1386 sichert Henrich zudem wegen treuer Dienste das Oberbekenhus (Overbeckinghuys, Overbeck) zu. Aus diesen Höfen entstand das 1526 genannte Rittergut, „jetzt das rechte Haus Werther“. 1460 wird Heinrich von Cappels Enkel „Johann Cappelen tho Weerter“ genannt.

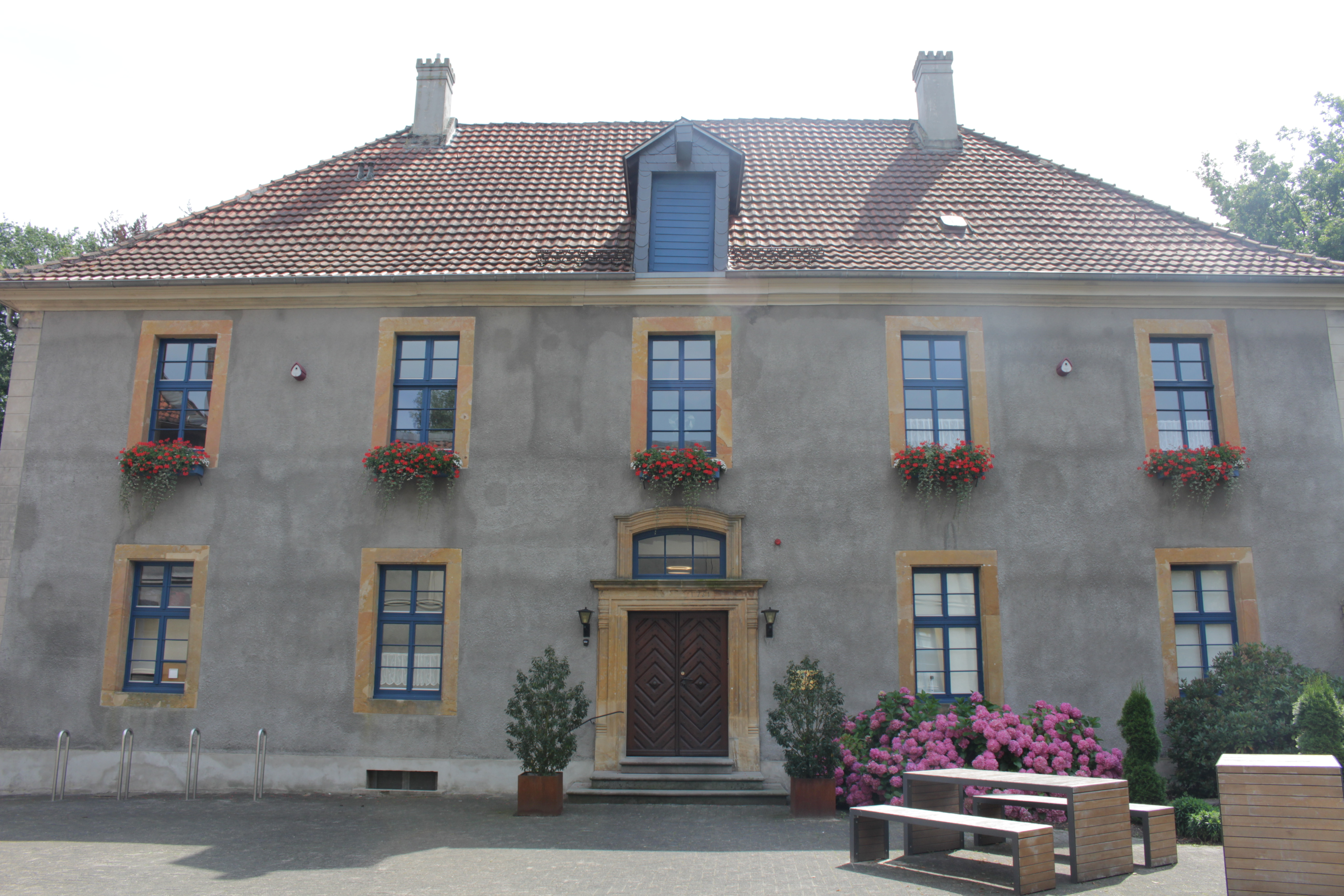
Herrenhaus von 1751

1526 gelangte Hermann von Hatzfeld durch seine 1523 erfolgte Heirat mit der Cappel´schen Witwe Anna von Droste durch Belehnung in den Besitz des Hauses. Seit Ende des 16. Jahrhunderts bewohnte die Familie von Hatzfeld das Haus jedoch nicht mehr selbst. 1804 wurde es für 56.000 Taler an Ernst August von Nordenflycht verkauft. Während der französischen Besatzung waren die Ländereien geteilt, da die Grenze entlang des Schwarzbaches mitten durch Werther verlief. Haus Werther lag im Königreich Westphalen, ein Teil seiner Ländereien jedoch im Kaiserreich Frankreich. 1812 ersteigerte der Mindener Kaufmann Friedrich Christian Koch für 21.055 Reichstaler in Gold den Teil auf dem Gebiet des Königreichs Westphalen. 1816 kaufte der Mindener Oberlandesgerichtsrat Friedrich Heinrich Julius Ricke das Haus. 1817 gelangte Haus Werther in den Besitz des Leutnants August Ferdinand Conrad zur Hellen (2. Westfälisches Landwehr-Infanterie-Regiment). 1828 erwarb Hellen auch den Teil des Gutes auf ehemals kaiserlich französischem Gebiet wieder zurück. Während Hellens Zeit als Bürgermeister von Werther (1821–1831) und Landrat des Kreises Halle (1831–1855) diente Haus Werther als Landrats- bzw. Bürgermeisteramt.

1884 verkaufte sein Sohn Georg Friedrich Oskar zur Hellen das Rittergut an die Steinheimer Kaufleute Joel Herzfeld und Levi Falkenstein. Diese veräußerten den ehemaligen Gutsbestand als Einzelflächen. Das Herrenhaus mit seinem Garten erwarben 1887 die Zigarrenfabrikanten Aron Bendix Weinberg und Wilhelm Langer, welche dort eine Zigarrenfabrik einrichteten (Cigarrenfabrik A. B. Weinberg). 1907 erwarb Bendix Aron Weinberg von den Erben Langers die Anteile des Herrenhauses. Seit 1921 wohnte Aron Bendix Sohn Julius Weinberg mit seiner Familie auf Haus Werther. Die Zigarrenfabrik war mit bis zu 300 Arbeitern zeitweise der größte Betrieb in Werther. 1938 war die Familie Weinberg gezwungen, Haus Werther und die Fabrik im Rahmen der „Arisierung“ zu einem schlechten Preis zu veräußern. Käufer war die Herforder Zigarrenfabrik Böckelmann & Co., welche die Fabrik in Werther bis 1951 betrieb. 1951 wurde die Fabrik an die Familie Weinberg restituiert und 1954 an die Familie Herfurth verkauft. Erich und Hans Herfurth führten auf Haus Werther eine eigene Produktion, von 1966 bis 1990 jedoch nur noch einen Vertrieb für die niederländische Marke „Willem II.“. 1990 kaufte die Stadt Werther das Gebäude von der Familie Herfurth. Sei 1994 dient es als Bürgerbegegnungsstätte, Trauzimmer, Bibliothek und Archiv.

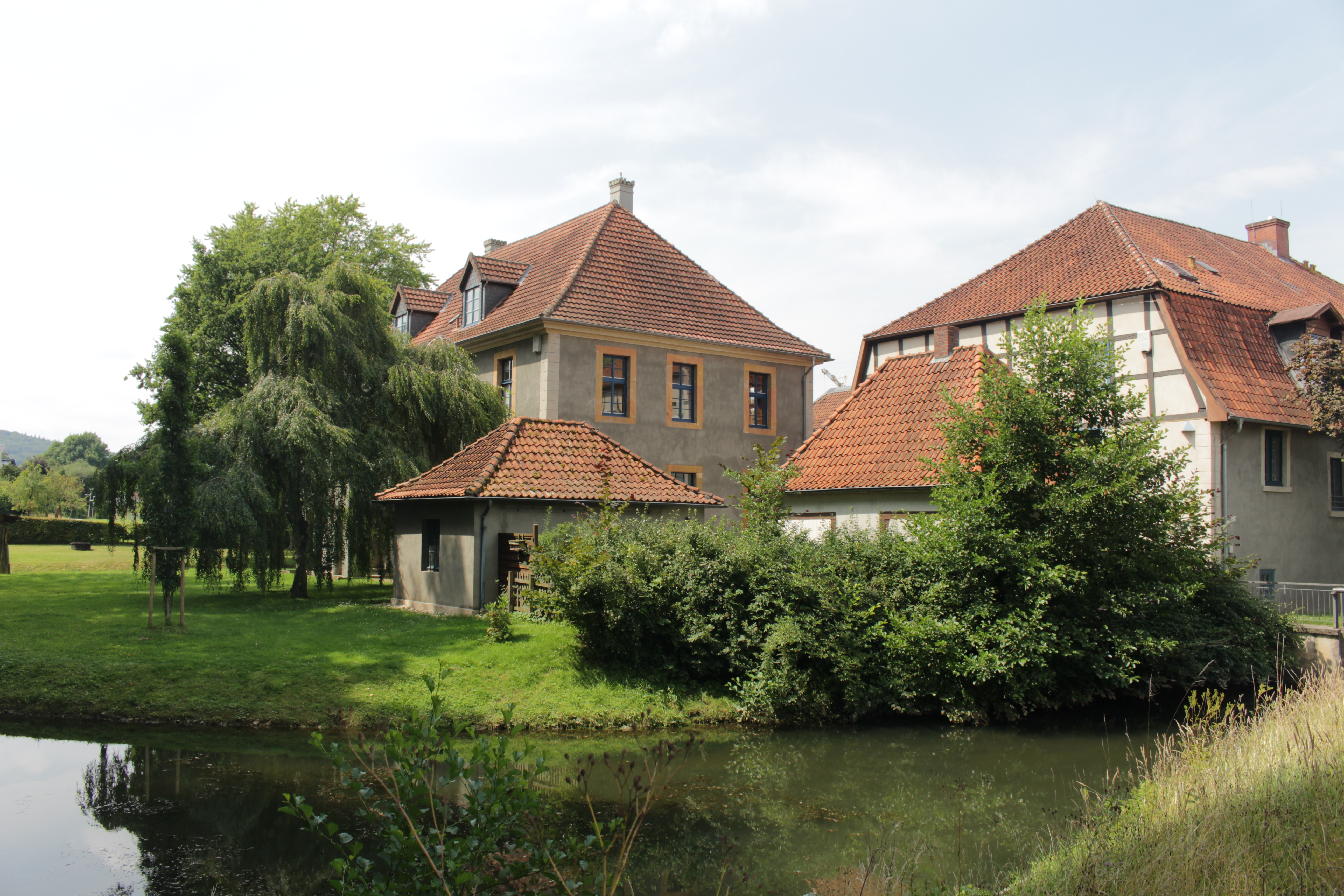
Gräfte mit Garten, rechts das östliche Wirtschaftsgebäude (Stadtbibliothek)

## Herrenhaus
Das im Sandsteinsturz über dem Hauptportal datierte Herrenhaus entstand 1751 an Stelle eines Vorgängerbaus, von dem sich im Untergeschoss noch Fragmente erhalten haben. Teile der Kernsubstanz dürften noch vom mittelalterlichen Ursprungsbau stammen. Es handelt sich um ein Sandsteingebäude mit grauem Zementputz. Gartenseitig fanden im 20. Jahrhundert Umgestaltungen statt. Als Hauptzugang über die Gräfte dient eine massive Steinbrücke mit Mauerdurchgang, welcher an beiden Seiten mit den Wappen der Familien von Wendt und von Hatzfeld geschmückt ist. Ein um das Herrenhaus verlaufender Garten stammt aus dem späten 18. oder frühen 19. Jahrhundert.

## Östliches Wirtschaftsgebäude (Stadtbibliothek)
Im Kern stammt das massive Steingebäude aus dem 18. Jahrhundert. Seine Fassade ist ebenfalls grau verputzt. In seinem südlichen Fachwerkanbau aus dem 19. Jahrhundert befindet sich die Stadtbibliothek.

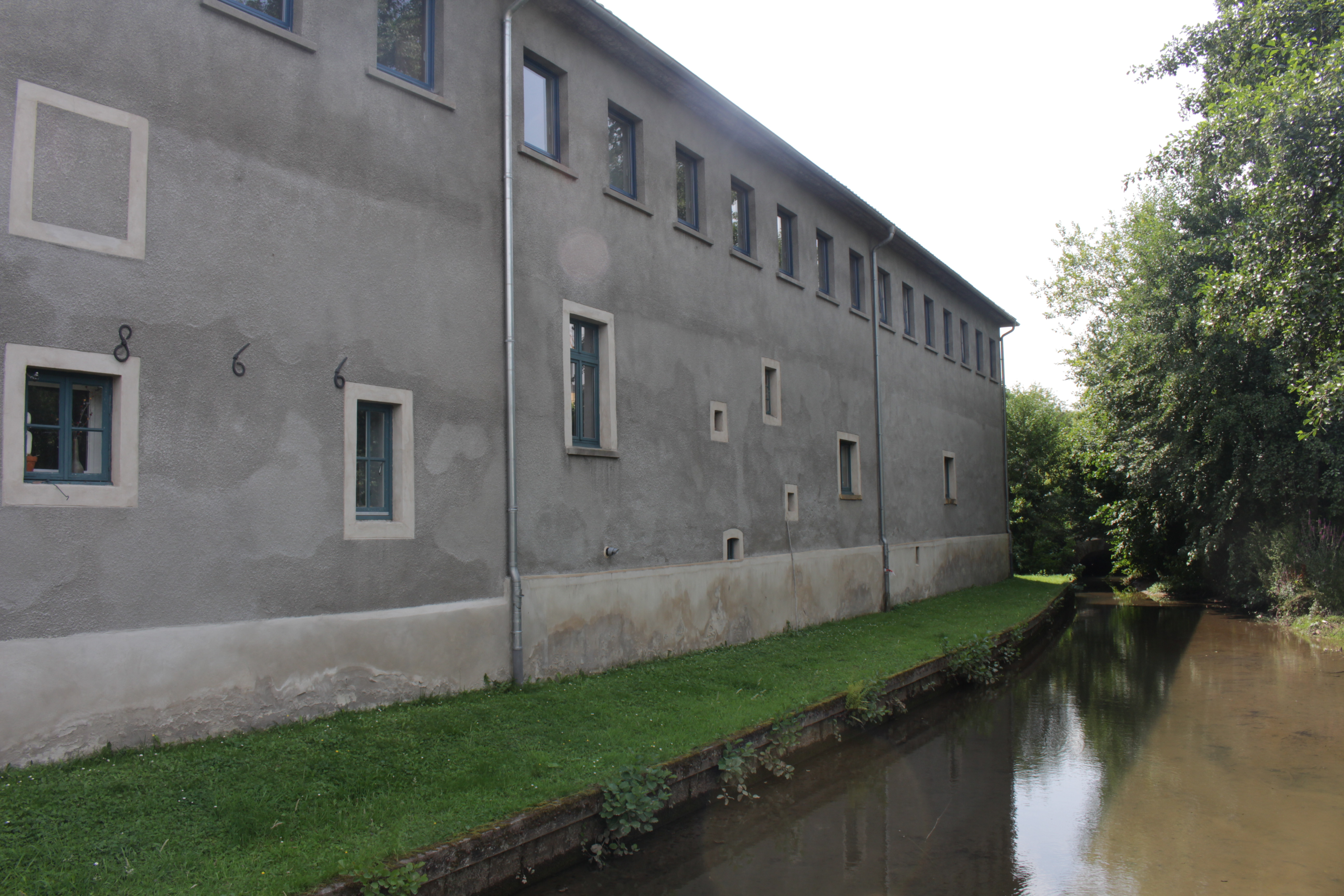
Nördliches Wirtschaftsgebäude mit im 20. Jahrhundert aufgesetztem Obergeschoss

## Nördliches Wirtschaftsgebäude (Sitz des Heimatvereins)
Es handelt sich um ein massives Steingebäude mit grauem Zementputz, welches nach 1825 an Stelle älterer Gebäude entstand. Das Obergeschoss kam erst im 20. Jahrhundert hinzu. In diesem Gebäudeteil befindet sich heute der Sitz des Heimatvereins.

## Jägerhaus

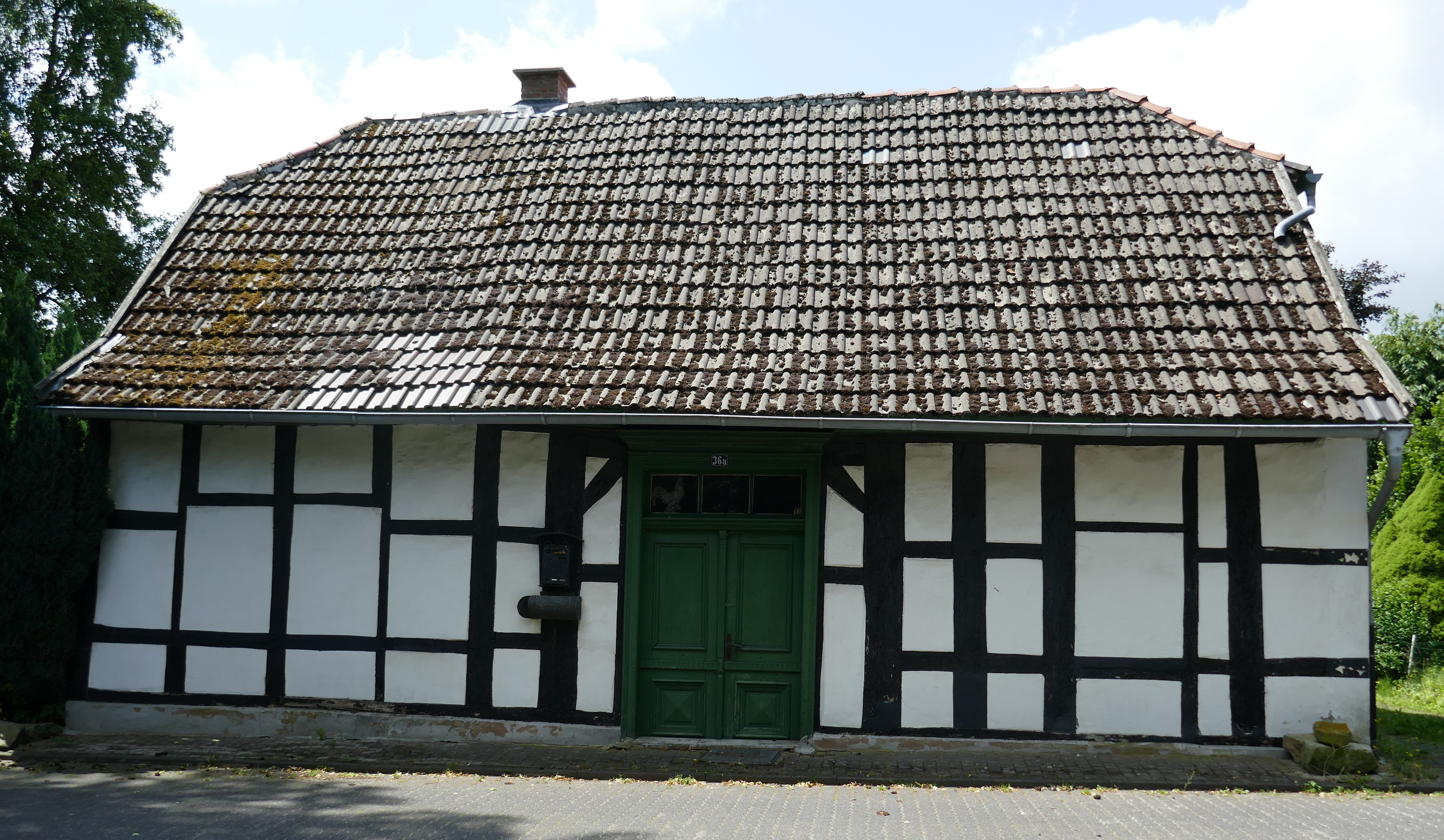
Jägerhaus

Gegenüber der Hauptbrücke liegt außerhalb der Gräfte ein kleines Fachwerkhaus namens „Jägerhäuschen“. Das stark erneuerte Haus stammt aus dem 19. Jahrhundert.